# Prosoplus trobriandensis
Prosoplus trobriandensis är en skalbaggsart som beskrevs av Stefan von Breuning 1947. Prosoplus trobriandensis ingår i släktet Prosoplus och familjen långhorningar. Inga underarter finns listade i Catalogue of Life.